# Sumuru, la cité sans hommes
Pour plus de détails, voir Fiche technique et Distribution.
Sumuru, la cité sans hommes (Die sieben Männer der Sumuru) est un film de science-fiction germano-hispano-américain réalisé par Jesús Franco, sorti en 1969.

## Synopsis
L'agent secret Jeff Sutton, muni d'une mallette comportant des millions de dollars, est envoyé à Rio de Janeiro pour retrouver une jeune fille disparue. À son arrivée, il atterrit à Femina, une cité futuriste peuplée de femmes amazones vindicatives vivant loin des hommes et dirigée par leur magnifique leader, Sumuru, qui souhaite conquérir le monde entier et asservir les hommes. Mais la valise de Sutton est convoitée par deux bandes ennemies : celle des amazones et une autre à tendance mafieuse menée par le gangster Sir Masius. Ce dernier cherche également à s'emparer de la réserve d'or de Sumuru qui lui déclare aussitôt la guerre. Sutton est pris au piège au milieu de cette lutte à mort entre Sumuru et Masius.

## Fiche technique
- Titre allemand : Die sieben Männer der Sumuru
- Titre américain : The Girl from Rio
- Titre français : Sumuru, la cité sans hommes
- Réalisation et scénario : Jesús Franco
- Montage : Harry Alan Towers, Franz Eichhorn et Bruno Leder
- Musique : Daniel J. White
- Photographie : Manuel Merino
- Production : Juan Estelrich
- Sociétés de production et distribution : Ada Films, Terra-Filmkunst GmbH et Udastex Films Inc
- Pays d'origine :  Allemagne de l'Ouest,  Espagne,  États-Unis
- Langue originale : allemand, espagnol, anglais
- Format : couleur
- Genre : science-fiction, espionnage
- Durée : 90 minutes
- Date de sortie : 
  - Allemagne de l'Ouest : 14 mars 1969

## Distribution
- Shirley Eaton : Sumuru
- Richard Wyler : Jeff Sutton
- George Sanders : Sir Masius
- Maria Rohm : Leslye
- Herbert Fleischmann : Carl
- Marta Reves : Ulla Rossini
- Elisa Montés : Irene
- Walter Rilla : Ennio Rossini
- Beni Cardoso : Yana Yuma
- Valentina Godoy : une amazone